# 샤르헤이 미할로크
샤르헤이 울라지미라비치 미할로크(벨라루스어: Сяргей Уладзіміравіч Міхалок, 1972년 1월 29일 ~ ), 또는 세르게이 블라디미로비치 미할로크(러시아어: Сергей Владимирович Михалок)은 벨라루스와 우크라이나의 록 음악가이자 배우이다. 2014년 해체한 벨라루스의 스카 펑크 밴드 랴피스 트루베츠코이의 프론트맨으로 가장 잘 알려져있다. 랴피스 트루베츠코이 해체 이후에는 밴드 Brutto의 프론트맨을 맡았으며 현재는 밴드 Drezden을 이끌고 있다. 2020년 우크라이나 공로 예술가 훈장을 받았다.

## 생애
샤르헤이 미할로크는 1972년 1월 19일 동독 드레스덴에서 주동독 소련군 가정에서 태어났다. 그의 가족은 원래 벨라루스 민스크 출신이다. 이후 알타이 변경주 슬라브고로드로 이주했으며, 학교는 노릴스크시 카예르칸(Кайеркан) 지역에서 다녔다. 1980년대 후반 가족과 함께 민스크로 이주했다. 벨라루스 국립예술대학교(Беларуская дзяржаўная акадэмія мастацтваў)를 졸업하였다.
1989년 9월 밴드 랴피스 트루베츠코이를 창단하였으며 2014년 해체시까지 리더였으며 유일한 작곡가였다. 1990년대 중반 극장 "Бамбуки"에서 디렉터, 각본가, 배우로 일하였다. 밴드 활동과 함께 민스크의 "아디스아바바(Аддис-Аббеба) 레게 클럽"에서 예술 디렉터를 맡기도 하였다. 그는 1990년대 "제프(Jeff)"라고 알려진 마약 메스캐시논(Methcathinone)을 오남용하여 죽을 뻔 하였다.
2000년대에는 알렉세이 하츠케비치(Алексей Хацкевич)와 함께 코미디 듀오 "사샤 이 시로자(Саша и Сирожа, 사샤와 시로자)"를 결성하여 TV와 라디오에 출현하였다. 2003년부터 2004년까지는 그룹 카람불랴(Крамбамбуля)와 앨범 "Каралі раёну"와 "Радыё Крамбамбуля 0,33 FM"을 공동 제작하였으며, 콘서트도 함께 하였다.
2014년 3월 17일 샤르헤이 미할로크는 랴피스 트루베츠코이가 그해 9월 1일에 해체될 것이라 선언하였다. 해체일 일주일 전, 미할로크의 새 밴드 프로젝트인 Brutto의 동영상이 인터넷에 돌기 시작하였다.
2015년 1월 24일 미할로크와 그의 프로듀서 안톤 아지즈베캰(Антон Азизбекян)은 우크라이나 정부에게 우크라이나 영주권을 달라 요청하였다. 같은 해 5월 25일 그들은 우크라이나 영주권을 받았다. 이는 미할로크가 유로마이단을 지지하고 우크라이나 음악에 기여한 바를 고려한 것이다.
2016년 1월 15일, 미할로크는 유튜브에 민스크에서 공연하는 것을 허락해달라며 벨라루스 문화성에게 보내는 영상을 올렸다. 한달 후, 거의 모든 공연 준비가 끝났다는 동영상이 올라왔지만, 알 수 없는 이유로 민스크 공연은 열리지 않았다. 같은 해 9월 말 브콘탁테 공식 계정에 호멜에서 공연이 열린다는 글이 올라왔으며, 10월 29일 호멜 빙상경기장에서 공연하였다. 이공연은 미할로크가 6년만에 벨라루스에서 한 공연이었다.
2016년 여름에는 랴피스 트루베츠코이가 1990년대 말에 낸 옛 노래를 연주하는 랴피스-98 프로젝트를 시작하였다. 랴피스-98의 첫 공연은 12월 30일에 얼렸다. 2017년 3월 8일에는 Brutto가 민스크 아레나에서 공연하였다.
2020년 8월 24일, 우크라이나 독립 기념일 행사에서 미할로크는 우크라이나 공로 예술가 훈장을 받았다.

### 가족
- 첫번째 부인 옐레나 미할로크 (Елена Михалок)
  - 아들 파벨 (Павел, 1995년 5월 6일 생)
- 두번째 부인 알레샤 베룰라바 (Алеся Берулава)
- 세번째 부인 스베틀라나 젤렌콥스카야 (Светлана Зеленковская)
  - 아들 마카르 (Макар, 2013년 11월 13일 생)
  - 아들 표도르 (Фёдор, 2019년 2월 15일 생)
  - 아들 미론 (Мирон, 2020년 6월 18일 생)

## 정치적 행보
2011년 3월 랴피스 트루베츠코이 밴드는 2010년 벨라루스 대통령 선거 이후 열린 시위에 대한 진압을 비판했다는 이유로 블랙리스트에 올랐다.
이후 러시아 언론과 인터뷰에서 그는 벨라루스 대통령인 알략산드르 루카셴카에 대한 강한 비판을 하였다. 2011년 10월, 민스크 검찰은 "벨라루스 당국에 대한 그의 발언을 조사하기 위해" 미할로크를 소환하였다.
미할로크는 지속적으로 루카셴카를 비판하며, 그를 자신의 적이라 지칭한다. 2020년에는 벨라루스 시위를 지지하였다.